# غزوان الزوبعي
غزوان علي حسين راشد الزوبعي المعروف بأبو عبيدة بغداد ولد في العراق عام 1992 في محافظة بغداد وتوفي بتاريخ 27 أو 28 آب/أغسطس عام 2023. وهو إرهابي عراقي دبر العديد من الهجمات الإرهابية أبرزها تفجيرات الكرادة 2016 التي أسفرت عن مقتل 324 شخص وجرح 250 والتي حكم عليه بالإعدام بسببها.

## اعتقاله
في 18 تشرين الأول/أكتوبر 2021 أعلن رئيس الوزراء العراقي مصطفى الكاظمي اعتقال غزوان بالعبارات التالية: «بعد مرور أكثر من خمس سنوات على هجوم الكرادة الذي أدمى قلوب العراقيين، نجحت قواتنا الباسلة، بعد عملية استخباراتية معقدة خارج العراق، في إلقاء القبض على الإرهابي غزوان الزوبعي الملقب بـ(أبو عبيدة بغداد) المسؤول عن هذه الجريمة وغيرها». وعلى الرغم من عدم ذكر بلد الاعتقال، أشار الخبير الأمني أحمد الشريفي ان غزوان اُعتقل في سوريا أو تركيا. وقبل ذلك بأسبوع، تم إلقاء القبض للتو على اليد اليمين لأبي بكر البغدادي ووزير مالية داعش سامي جاسم الجبوري من قبل جهاز مكافحة الإرهاب العراقي في تركيا. ويقول الخبير الأمني عدنان الكناني إن هذين الاعتقالين هما "نتيجة التعاون الاستخباراتي بين العراق وتركيا".